# Cabezas Rubias
Cabezas Rubias ist eine spanische Stadt in der Provinz Huelva in der Autonomen Gemeinschaft Andalusien. 2024 hatte die Gemeinde 710 Einwohner. Sie befindet sich in der Comarca Andévalo. 

## Geografie
Cabezas Rubias liegt etwa 55 Kilometer nordnordwestlich von Huelva in einer Höhe von ca. 240 m nahe der Grenze zu Portugal am Río Malagón. Im Gemeindegebiet befindet sich zentral der Flugplatz Cabezas Rubias.

## Bevölkerungsentwicklung
| Jahr      | 1900  | 1920  | 1950  | 1970  | 1980 | 1990 | 2000 | 2010 | 2020 |
| Einwohner | 1.138 | 1.334 | 1.526 | 1.104 | 987  | 969  | 827  | 925  | 719  |

## Sehenswürdigkeiten
- Kirche Trösterin der Betrübten (Iglesia de Nuestra Señora de la Consolación)
- Sebastianuskapelle
- Windmühle

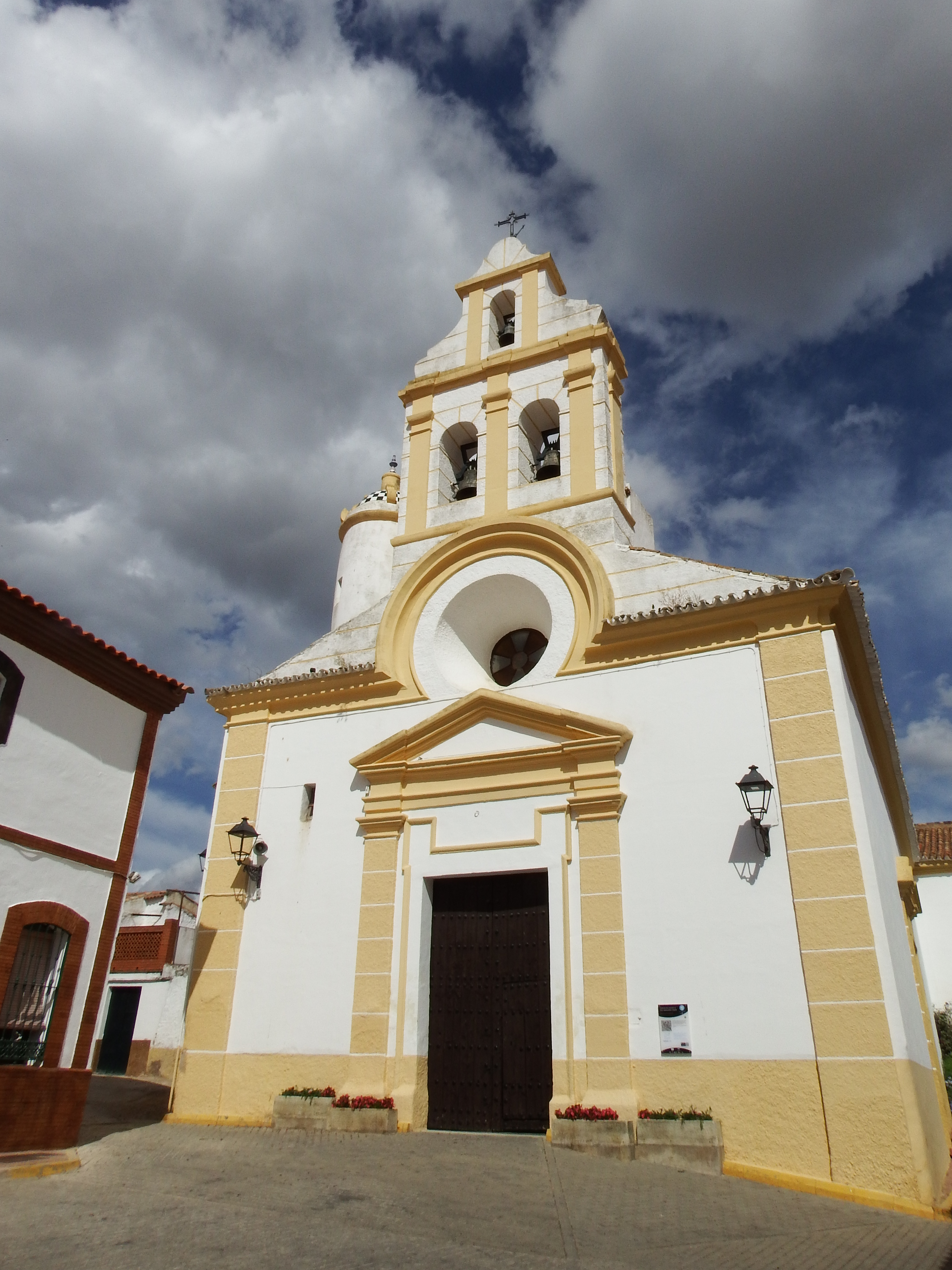
Kirche Trösterin der Betrübten
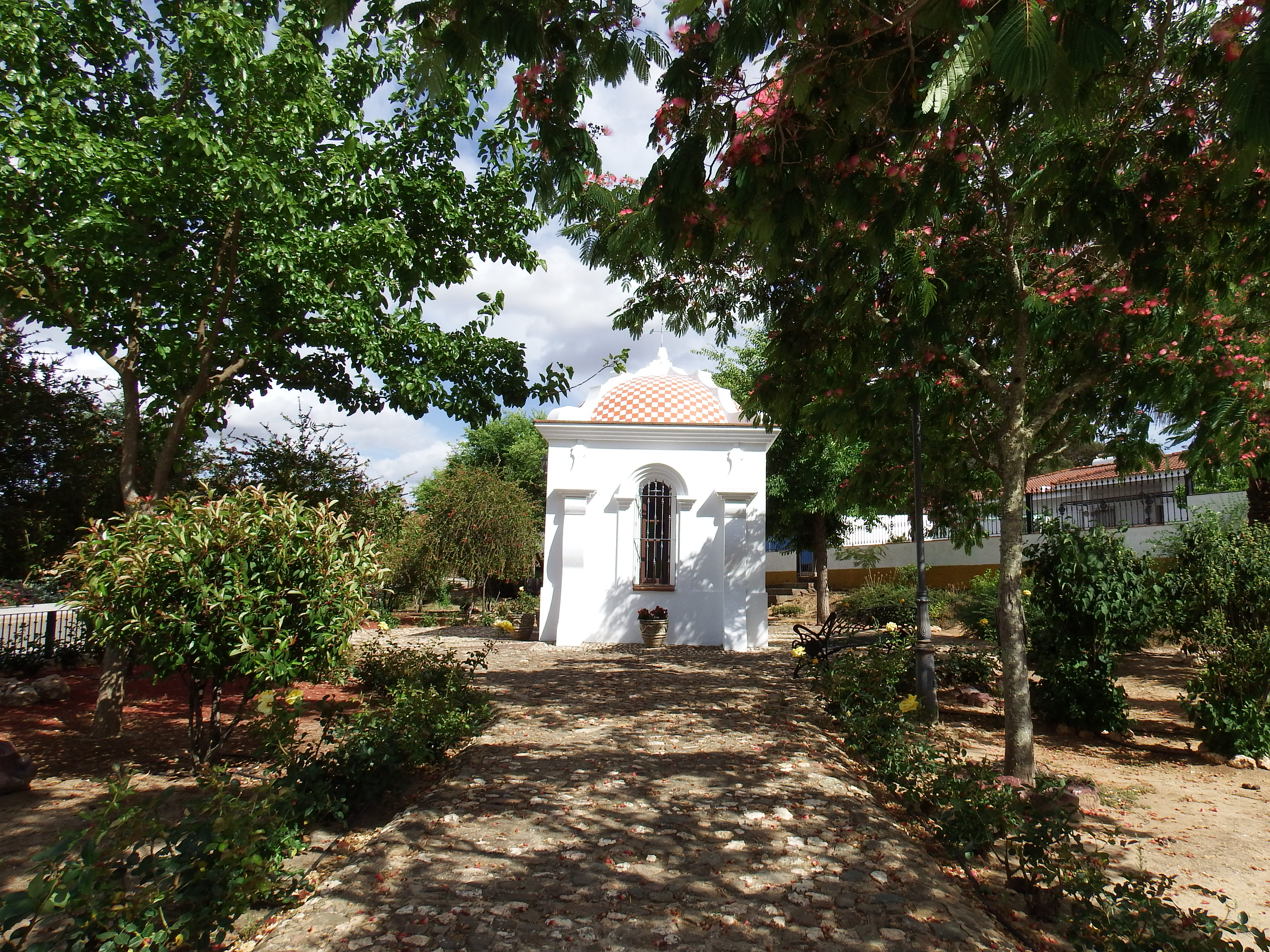
Sebastianuskapelle
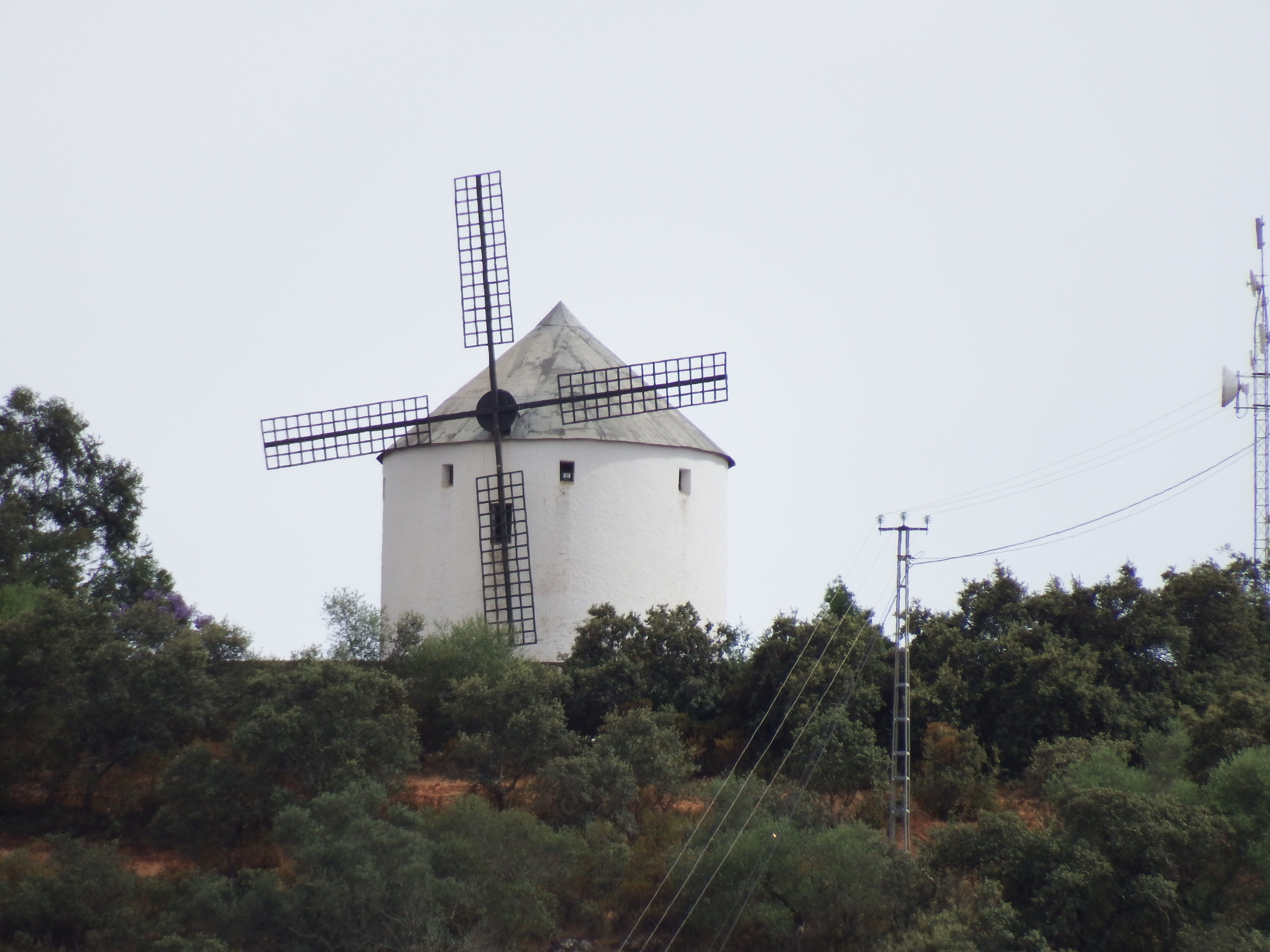
Windmühle
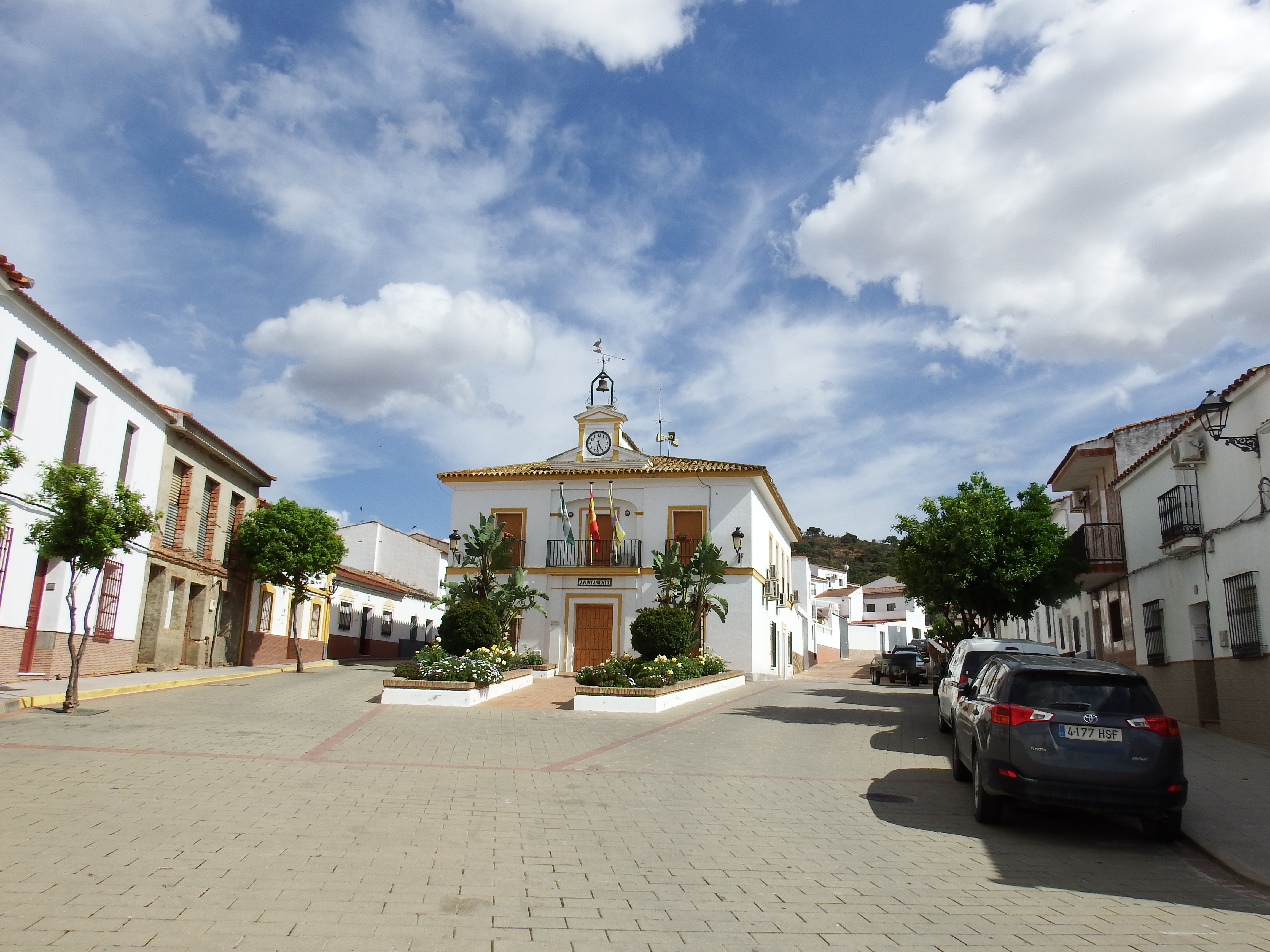
Rathaus